# Nationaler Masterplan Maritime Technologien

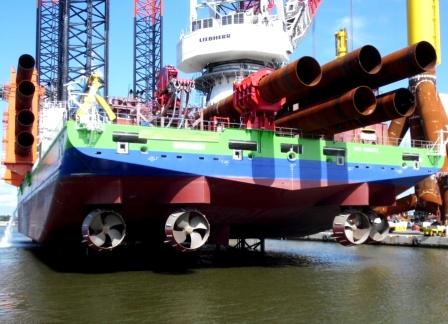
Die Innovation, das größte Windkraftanlagen-Errichterschiff in Bremerhaven, Blick auf den Schottelantrieb

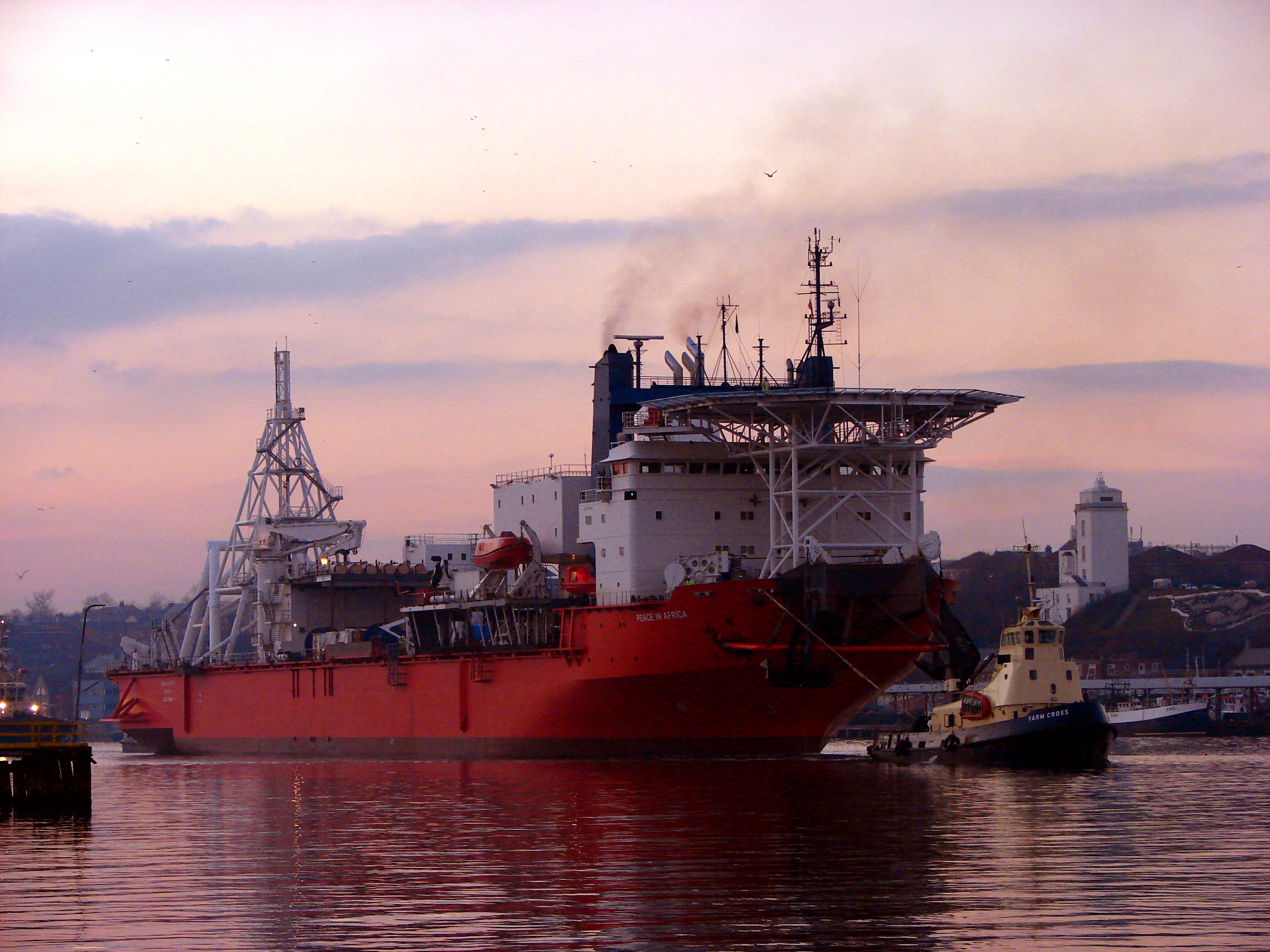
Meeresbergbau mit dem Schiff „Peace in Africa“

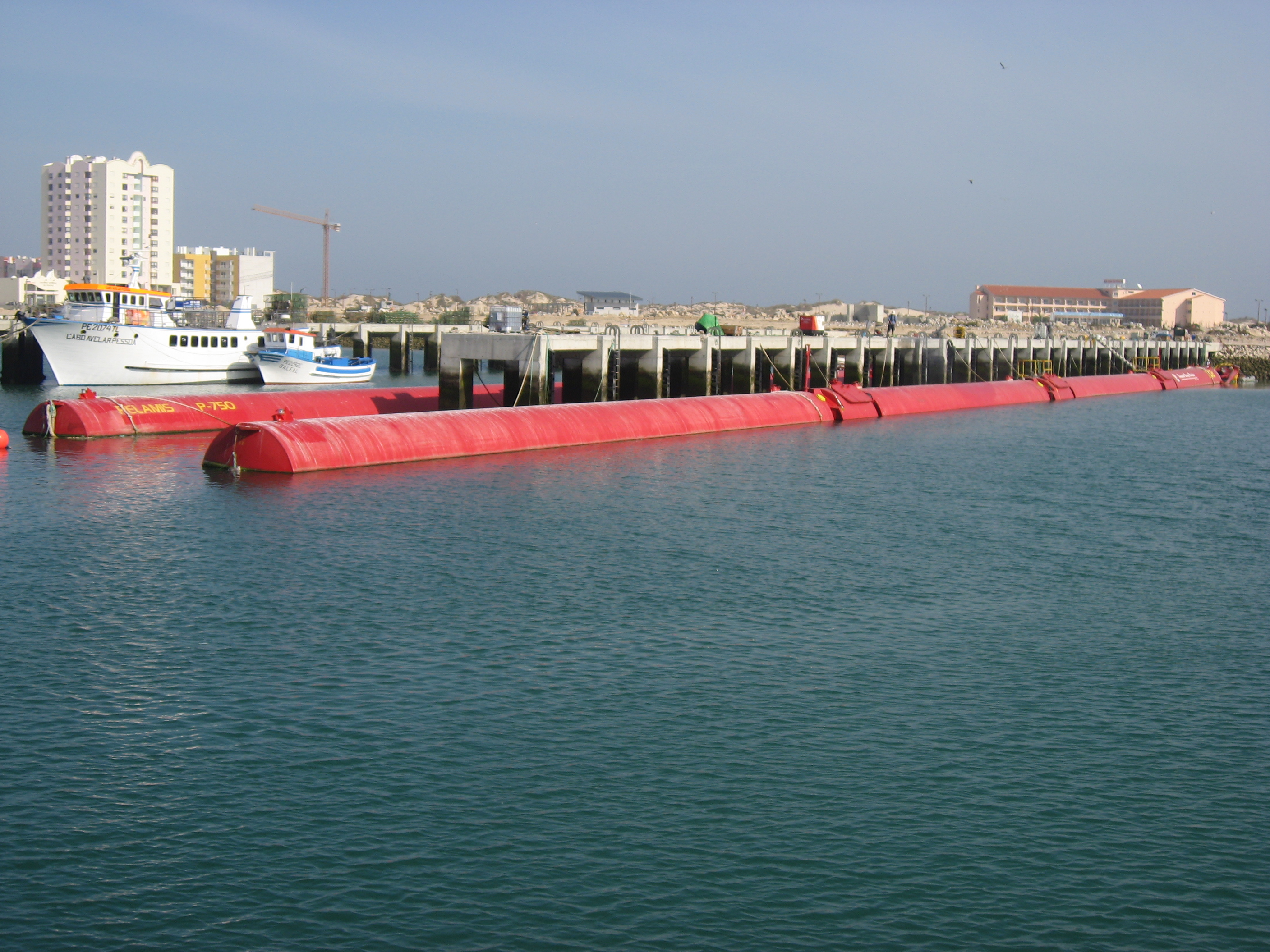
Wellenkraftwerk, ein Beispiel für Meeresenergie

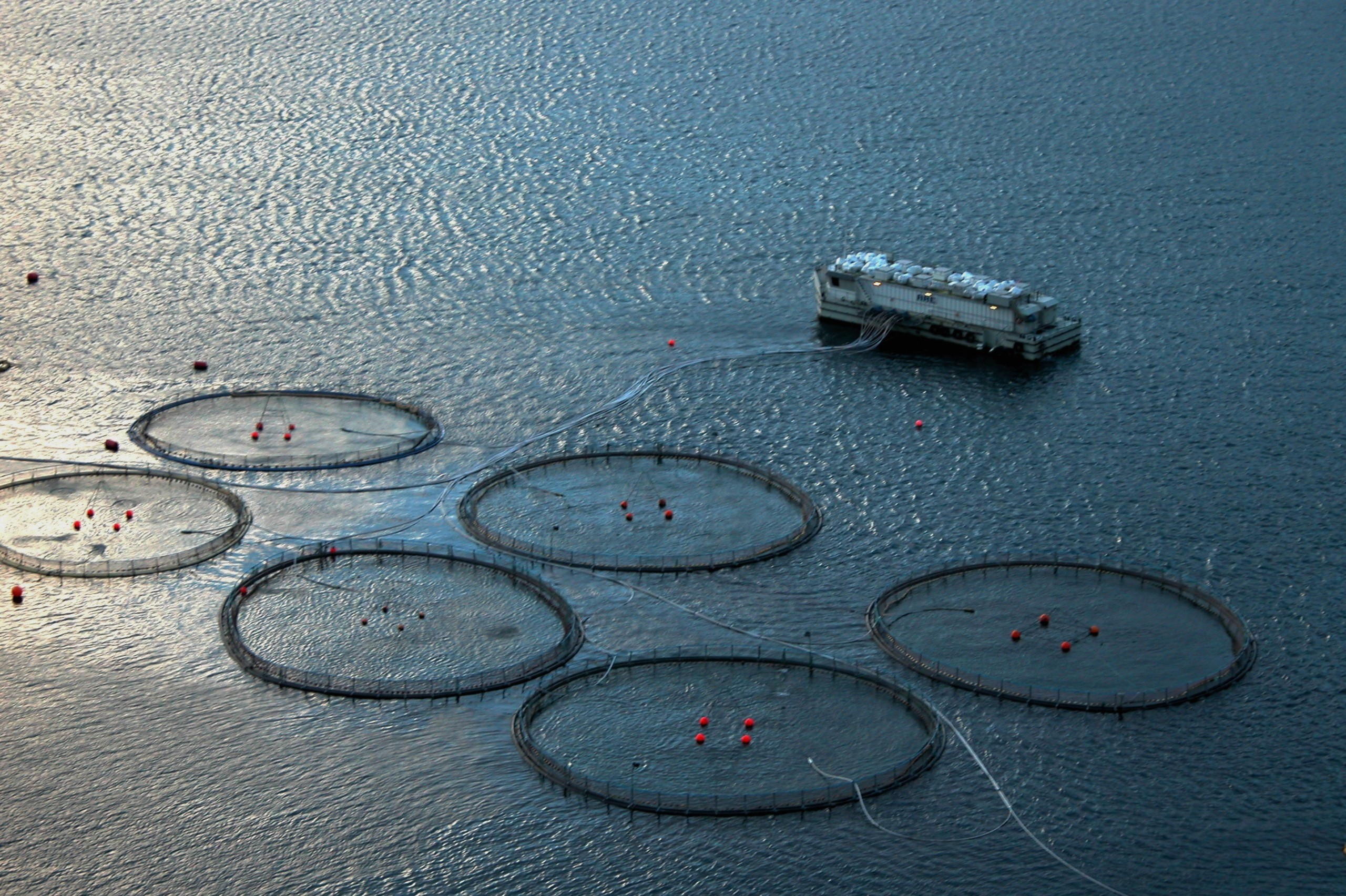
Marikultur zur Lachsaufzucht

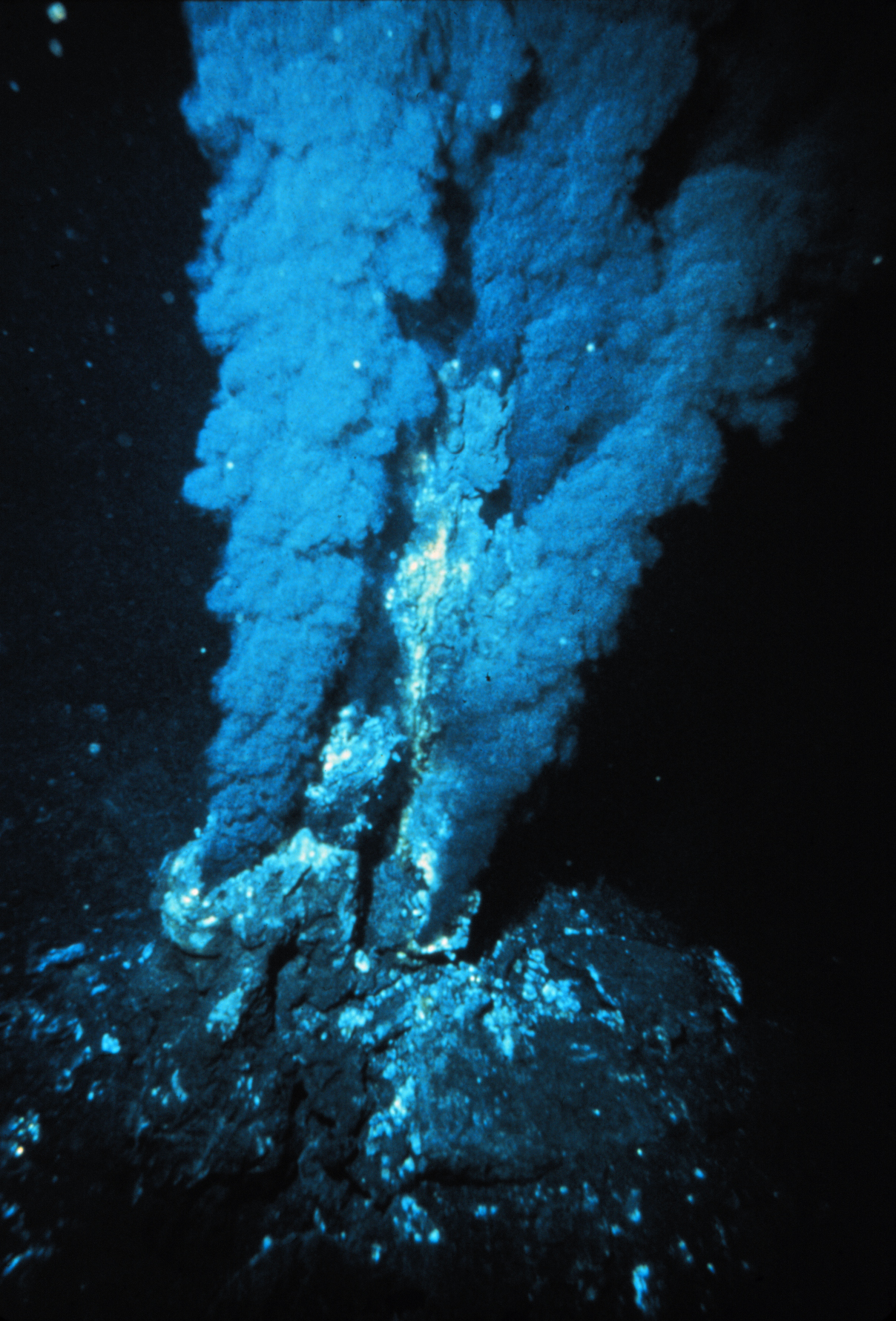
Im austretenden Wasser des schwarzen Rauchers sind vor allem Sulfide und andere Salze von Eisen, Mangan, Kupfer und Zink gelöst, im Bereich der Schwarzen Raucher finden sich daher auch Erzkonzentrationen

Der Nationale Masterplan Maritime Technologien (NMMT) in ein Plan zur Koordinierung ressortübergreifender Projektförderung. Er wendet sich an maritime Unternehmen und Institute in Deutschland.

## Vorgeschichte
Im Rahmen der 2010 für das Bundesministerium für Wirtschaft und Technologie (BMWi) erstellten Studie „Stärkung der deutschen meerestechnischen Wirtschaft im internationalen Wettbewerb und Vorbereitung des Nationalen Masterplans Maritime Technologien“ wurden rund 540 meerestechnische Unternehmen sowie rund 190 wissenschaftliche Institute analysiert. In dieser Studie werden die Struktur und die wichtigsten Absatzmärkte der meerestechnischen Wirtschaft dargestellt. Diese maritimen Unternehmen erreichten 2008 einen Umsatz von circa 11 Mrd. Euro mit einer Exportquote von 37 %.
Besonders die Offshoretechnologien Öl, Gas und Wind besitzen großes Potenzial. Defizite wurden bei der Bereitstellung von Kapital zur Finanzierung der Investitionen in die Netze gesehen, außerdem fehlten in Deutschland in mehreren Anwendungsfeldern der Meerestechnik Anbieter kompletter Systeme.
Es wurden gemeinsame Aktionsbereiche herausgearbeitet, die in „Märkte und Strukturen“, „Forschung und Technologie“, „Image und Öffentlichkeit“, „Qualifizierung“ und „Finanzierung und rechtliche Rahmenbedingungen“ unterteilt werden. Für diese Bereiche wurden in der Studie Empfehlungen ausgesprochen.

## Realisierung
Der Nationale Masterplan Maritime Technologien wurde im Jahr 2011 zur 7. Nationalen Maritimen Konferenz in Wilhelmshaven vorgestellt und als wichtiger Schritt zur Nutzung der meerestechnischen Potentiale begrüßt. Er sollte von allen Beteiligten, der Bundesregierung, den Ländern, der Wirtschaft, den Forschungseinrichtungen und Instituten mit Leben erfüllt werden. Der Masterplan wurde am 24. August 2011 vom Bundeskabinett verabschiedet. Eine Anschubfinanzierung wurde mit Integration der maritimen Verbände realisiert und ein erster Workshop zur Umsetzung fand im September 2011 in Bremen statt.
Zur Realisierung des Nationalen Masterplans Maritime Technologien hat das Bundesministerium für Wirtschaft und Technologie (BMWi) eine Koordinierungsstelle eingerichtet, die im Januar 2012 ihre Arbeit aufgenommen hat. Sie wird die Beteiligten des Masterplans bei der Entwicklung der Strategien zur Stärkung der Meerestechnik unterstützen.
Bestandteil des Nationalen Masterplans Maritime Technologien ist das vom Projektträger Jülich im Auftrag des BMWi umgesetzte Förderprogramm „Maritime Technologien der nächsten Generation“, in dessen Rahmen Forschungsprojekte aus der Schiffstechnik, Meerestechnik, Schifffahrt und dem Schiffbau mit jährlich rund 30 Millionen Euro gefördert werden (2016: 35,1 Mio. Euro).

## Ziele
Der Nationale Masterplan Maritime Technologien soll laufende meerestechnische Förderprogramme zukünftig stärker koordinieren, um die Innovations- und Leistungsfähigkeit der maritimen Industrie Deutschland zu erhöhen. Es sollen zukünftige Fund E-Schwerpunkte definiert werden, die auch Eingang in das Fund E-Programm „Maritime Technologien der nächsten Generation“ finden müssen.
Die Forschung und Wirtschaft soll enger zusammenwachsen, dazu unterstützt der Masterplan die Vernetzung von Unternehmen und Instituten bei der Entwicklung innovativer Verfahren und Produkte sowie bei der Erschließung neuer Märkte in den folgenden Bereichen:
- Meeresenergie
- Offshore-Windenergie
- Unterwassertechnik/Seekabel
- Offshore Öl und Gas
- Küsteningenieurwesen/maritimer Wasserbau
- Maritime Mess- und Umwelttechnik
- Maritime Verkehrsleit- und Sicherheitssysteme
- Marikultur
- Eis- und Polartechnik
- Marine mineralische Rohstoffe

Ein weiteres wichtiges Ziel ist es, die öffentliche Wahrnehmung der Meerestechnik als Zukunftsbranche zu verbessern. Dies ist besonders vor dem Hintergrund der fehlenden Fachkräfte in den technischen Bereichen zu sehen. An den technischen Hochschulen und Universitäten fehlen noch Hintergrundinformationen, um die zukünftigen Potentiale der Meerestechnik bei der Stromerzeugung und bei der Rohstoffgewinnung zu erkennen. Es sollten mehr entsprechende Studiengänge angeboten werden, um die schnell wachsende Zahl der notwendigen Ingenieure auszubilden.
Die Interessensvertretung gegenüber der EU ist durch gezielte Koordinierung zu verbessern, um auch EU-Forschungsmittel stärker und gezielter für die maritime Industrie und Institute zu nutzen.
Am 7. November 2012 fand in Berlin die erste Statustagung statt, auf der die Industrie die Chancen der Meerestechnik schwerpunktartig dargestellt hat.